# Shiro Nakamura

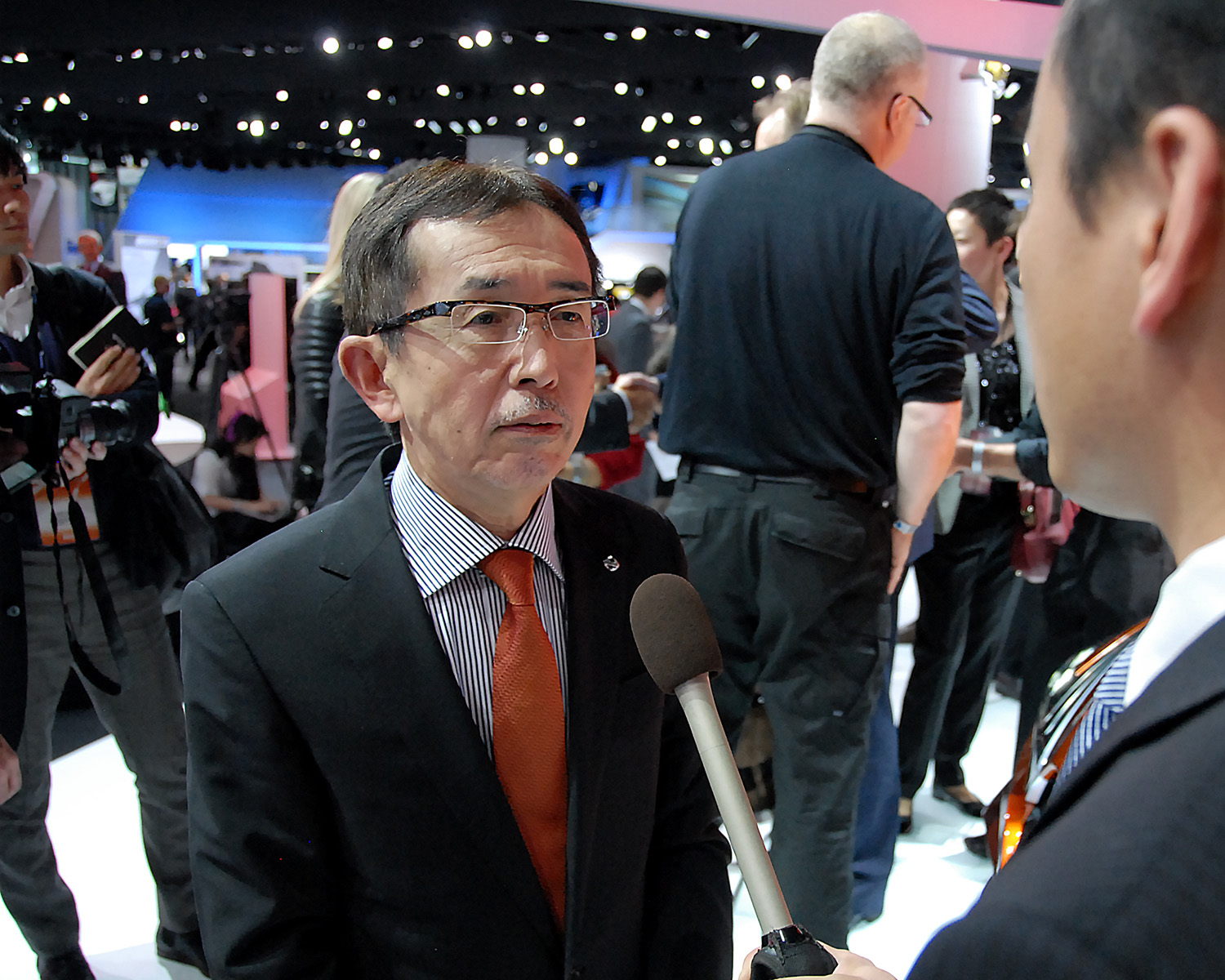
Shiro Nakamura

Shiro Nakamura (Osaka, 17 ottobre 1950) è un designer giapponese.

## Notizie biografiche

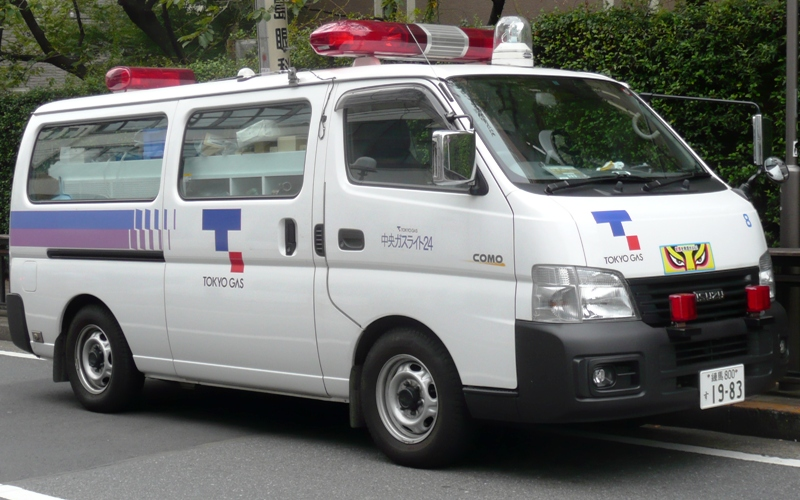
Una Isuzu Como

Fin da bambino, Shiro Nakamura dimostrò la sua inclinazione al disegno e la sua predilezione per il mondo dei trasporti: già a cinque anni, infatti, amava disegnare autovetture e treni. A nove anni cominciò a leggere regolarmente una rivista specializzata in design automobilistico, un mensile del quale cominciò ad acquistare tutte le uscite.
Terminata la scuola dell'obbligo, il giovanissimo Shiro aveva già le idee chiare sul suo futuro, ma stentava a trovare sbocchi che gli consentissero di mettere a frutto la sua passione. In Giappone non vi erano scuole o facoltà di design automobilistico. I suoi anni al liceo venivano vissuti con scarso interesse, poiché non vi erano materie in grado di stimolarlo. Stesso esito ebbero i quattro anni in cui Shiro frequentò la facoltà di Industrial Design presso la Masashino Art University di Tokyo. Si era nei primi anni settanta e Shiro stava cominciando a pensare che forse aveva sbagliato strada e cominciò a dedicarsi alla sua seconda passione, ossia la musica jazz. Ma nel 1974, poco dopo aver terminato il corso alla Masashino University, per Shiro Nakamura arrivò una chiamata dalla Isuzu, una azienda giapponese oggi assai nota per i suoi validissimi motori diesel e per i suoi pick-up, furgoni ed autocarri.
Shiro Nakamura fu ben contento di vedere finalmente uno spiraglio attraverso cui mettere a frutto il suo talento. 

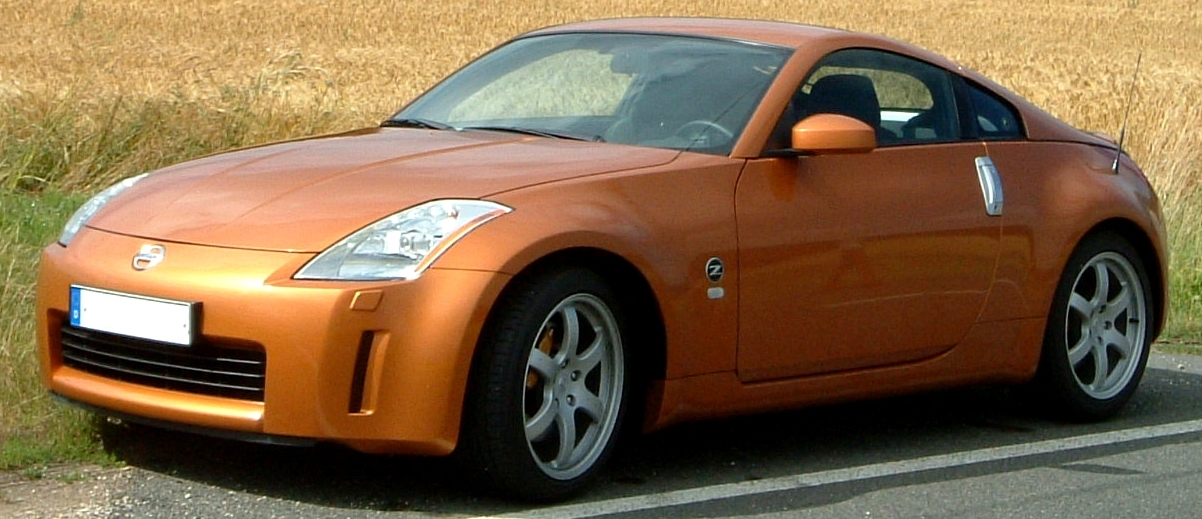
Una Nissan 350Z, uno dei capolavori di Nakamura

Alla Isuzu, Nakamura trascorse un primo periodo durato fino alla fine degli anni settanta. Seguirono alcuni anni negli Stati Uniti, dove nel 1981 si laureò in Design dei Trasporti alla Art Center College of Design di Pasadena. La sua lunga parentesi statunitense proseguì approdando alla General Motors, presso l'Advanced Design Studio. Nel 1989 Nakamura tornò alla Isuzu, per una nuova collaborazione protrattasi per 10 anni. In questo periodo diede origine ad alcuni piccoli capolavori di stile, come la Isuzu 4200R, una concept-car sportiva del 1989, ed alla Isuzu Como, un veicolo commerciale prodotto in serie a partire dal 1991. Alla Isuzu, Nakamura firmò la linea della Isuzu VehiCROSS. Uno dei suoi ultimi lavori alla Isuzu fu la concept Kai.
Nel 1999 il presidente del gruppo Nissan Carlos Ghosn assume Shiro Nakamura per dare nuovo lustro alla gamma della Casa giapponese da tempo priva di particolare appeal. Nakamura lascia la Isuzu ed entra alla Nissan come direttore del design. Qui sarà responsabile dello stile di numerose vetture come la sportiva Nissan 350Z, apprezzata sia sotto il punto di vista meccanico, sia sotto quello dello stile, la Nissan GT-R, l'elettrica Leaf, la Juke, l'ultima generazione della Nissan Micra e della Maxima. Negli ultimi anni ha curato il nuovo design dei modelli Infiniti.
Nel marzo 2017 si ritira ufficialmente.